# Gary Bolstad
Gary Bolstad (* 6. Oktober 1944 in Oteen, North Carolina, USA) ist ein US-amerikanischer Tierarzt und Musiker.
Gary Bolstad studierte in den 1960ern und 1970ern in West-Berlin. Dort lernte er Hannes Wader kennen und aus dieser Freundschaft entstand später das Lied Heute hier, morgen dort. Die Musik wurde von Bolstad als Lied für seine zukünftige Frau Kristi komponiert (unter dem Titel Indian Summer) und der deutsche Text wurde von Hannes Wader geschrieben. Der deutsche Text wurde später von Bolstad als Day to Day ins Englische übersetzt. 
In den letzten Jahren spielt Gary Bolstad auch mit zwei anderen Musikern, Tom Draughon und Ron Hulsebus, in der Folkgruppe Indian Summer. Ihre erste CD Aftermath ist als Mischung aus Folksongs von Bolstad, Draughon und Hulsebus komponiert und 2005 erschienen.